# Cleveland Rockers 1998
La stagione 1998 delle Cleveland Rockers fu la 2ª nella WNBA per la franchigia.
Le Cleveland Rockers vinsero la Eastern Conference con un record di 20-10. Nei play-off persero la semifinale con le Phoenix Mercury (2-1).

## Roster
| N° | Naz.                   | Ruolo | Sportivo             | Anno | Alt. | Peso |
| -- | ---------------------- | ----- | -------------------- | ---- | ---- | ---- |
| 4  | Stati Uniti (bandiera) | G     | Suzie McConnell      | 1966 | 165  | 57   |
| 5  | Stati Uniti (bandiera) | G     | Cindy Blodgett       | 1975 | 175  | 59   |
| 6  | Rep. Ceca (bandiera)   | A     | Eva Němcová          | 1972 | 191  | 78   |
| 8  | Stati Uniti (bandiera) | C     | Janice Lawrence      | 1962 | 191  | 81   |
| 10 | Svezia (bandiera)      | A     | Tanja Kostić         | 1972 | 185  | 74   |
| 13 | Francia (bandiera)     | A     | Isabelle Fijalkowski | 1972 | 196  | 91   |
| 25 | Stati Uniti (bandiera) | G     | Merlakia Jones       | 1973 | 175  | 67   |
| 31 | Stati Uniti (bandiera) | G     | Adrienne Johnson     | 1974 | 178  | 68   |
| 34 | Stati Uniti (bandiera) | A     | Rushia Brown         | 1972 | 188  | 79   |
| 41 | Australia (bandiera)   | G     | Tully Bevilaqua      | 1972 | 163  | 64   |
| 44 | Stati Uniti (bandiera) | G     | Michelle Edwards     | 1966 | 175  | 68   |
| 52 | Stati Uniti (bandiera) | A     | Raegan Scott         | 1975 | 191  | 77   |

## Staff tecnico
- Allenatore: Linda Hill-MacDonald
- Vice-allenatori: Susan Yow, Lisa Boyer